# Vicente Palmaroli

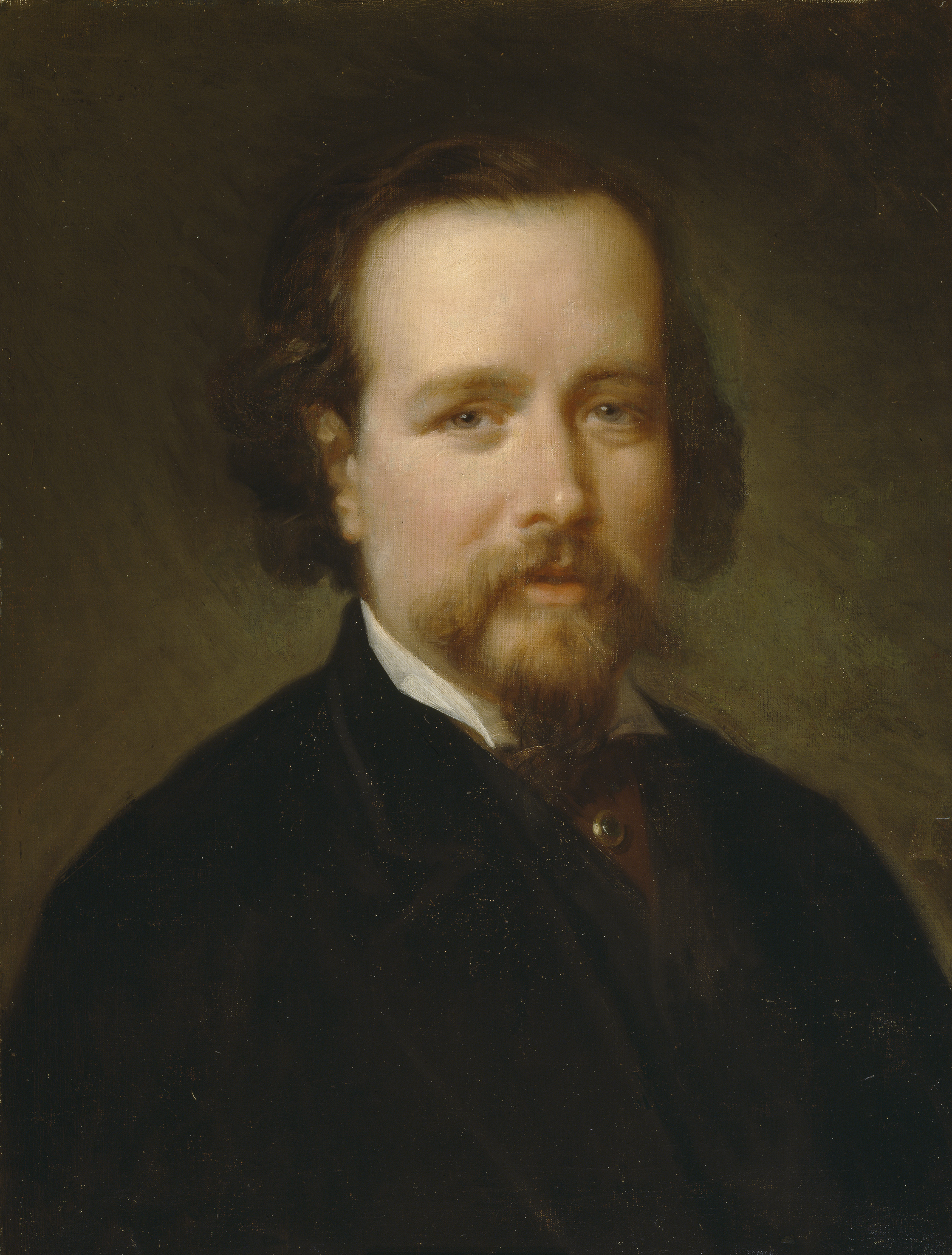
Vicente Palmaroli, Luis de Madrazo (1866–1867).

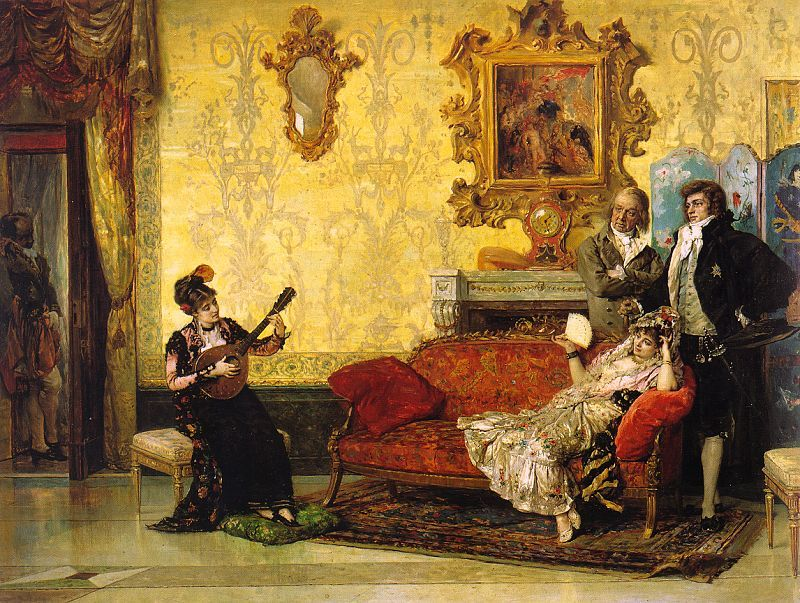
Vicente Palmaroli: Das Konzert, 1880, Museo del Prado

Vicente Palmaroli González (* 5. September 1834 in Zarzalejo, Madrid; † 25. Januar 1896 in Madrid) war ein spanischer Historienmaler. Er war Direktor der Academia de España in Rom und des Museo del Prado (1894–1896).

## Leben
Palmaroli war der Sohn des nach Spanien ausgewanderten italienischen Lithographen Gaetano Palmaroli (1800–1853). Er studierte ab 1848 an der Königlichen Akademie der Schönen Künste von San Fernando bei Federico Madrazo und vervollständigte seine Ausbildung ab 1857 bei einer Studienreise nach Italien mit einem Aufenthalt in Rom. Begleitet wurde er Eduardo Rosales und Luis Álvarez Catalá. 1862 stellte er Werke auf einer nationalen Ausstellung zwei seiner Werke aus, die in Italien entstanden waren. Er nahm mit der spanischen Delegation an der Weltausstellung 1867 in Paris teil, wo er mit einer Medaille ausgezeichnet wurde.